# Andaraí
Andaraí és un barri de la Zona Nord del municipi del Rio de Janeiro, al Brasil. En la grafia antiga, s'escrivia Andarahy. Limita amb els barris de Tijuca, Vila Isabel i Grajaú. El seu índex de desenvolupament humà, l'any 2000, era de 0,909, el 22è millor del municipi de Rio de Janeiro. El barri, actualment, té un nombre d'habitants relativament estable: de 38.540 el 2000, 39.365 l'any 2010.

## Història

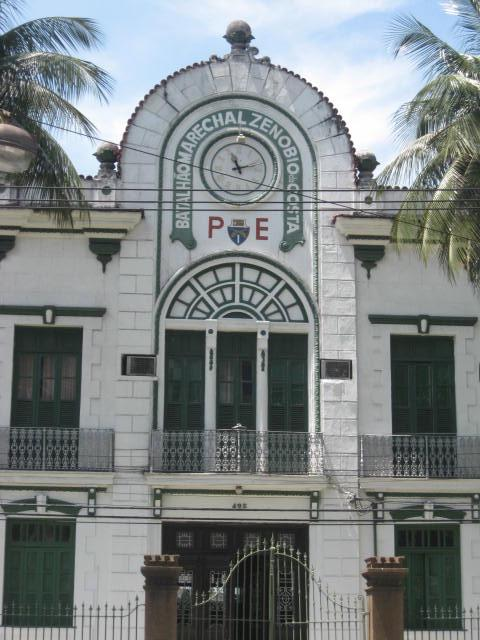
Batalló de la Policia de l'Exèrcit, a Andaraí

Andaraí és un dels barris més antics de la ciutat. El seu nom prové de dues paraules indígenes, andyrá, ratpenat, i y, "riu", significant "riu dels ratpenats", en la llengua tupí dels indis tamoios que habitaven la regió. El "riu dels ratpenats", avui, és denominat Riu Joana. Travessa el barri, dividint el Carrer Maxwell.
Ocupat pels jesuítes el segle XVI per al cultiu de la canya de sucre, l'antic Andaraí estava subdividit en Andaraí Grande (Andaraí actual, Vila Isabel, Grajaú i Aldeia Campista) i Andaraí Pequeno (Tijuca). Ja en el segle xix, el terme "Andaraí Grande" va ser abolit, donant origen als barris de Vila Isabel (1873), Aldeia Campista i Grajaú (1912). Andaraí és citat en el llibre Helena, de Joaquim Maria Machado de Assis. El primer carrer obert en el barri va ser la "Carretera del Andarahy", el 1875, avui Carrer Barão de Mesquita.

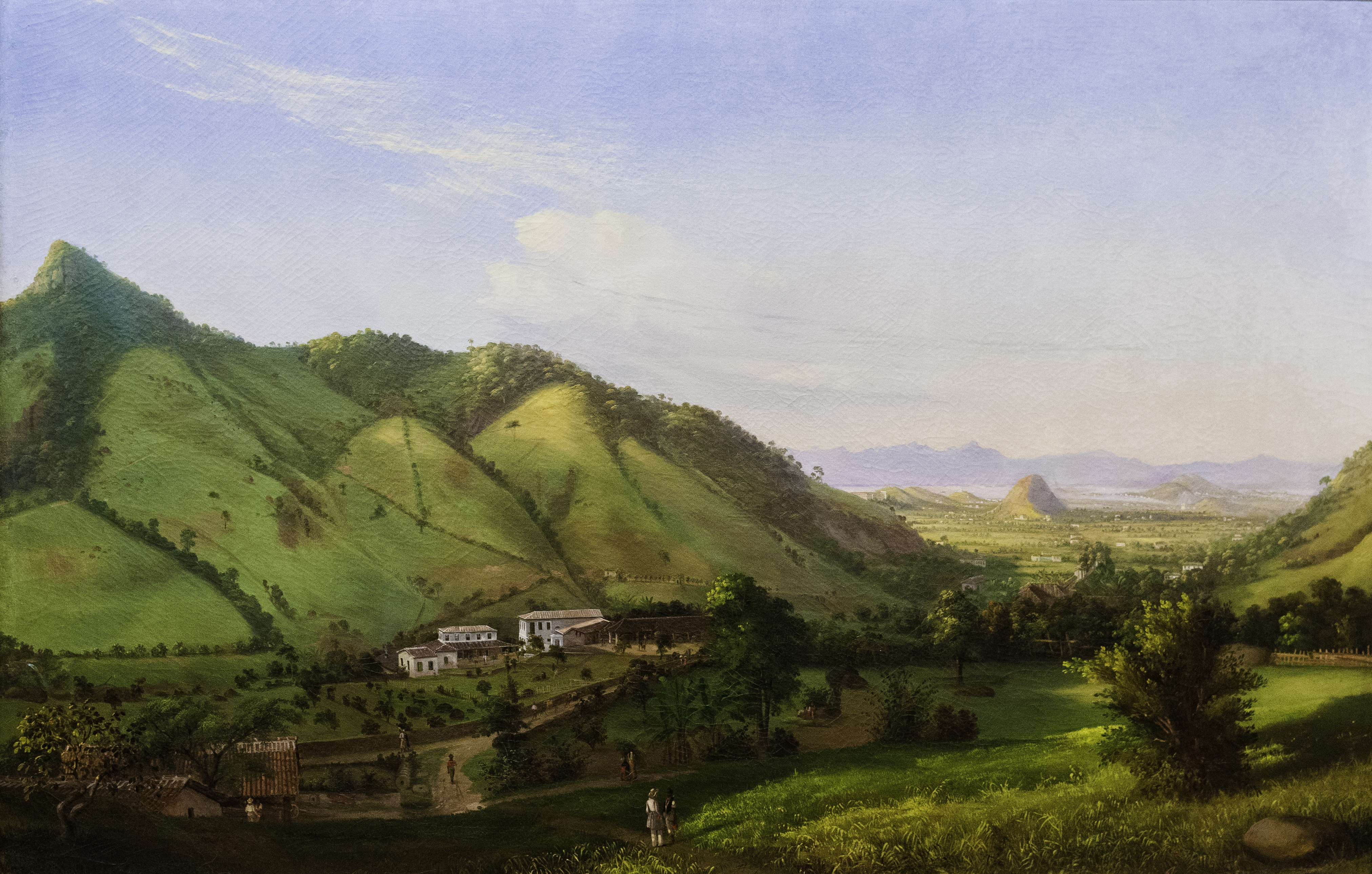
Fàbrica Meuron a Andaraí. Oli sobre tela de Jean-Jacques François Coindet pintat el segle XIX pertanyent a la Pinacoteca de l'Estat de São Paulo.

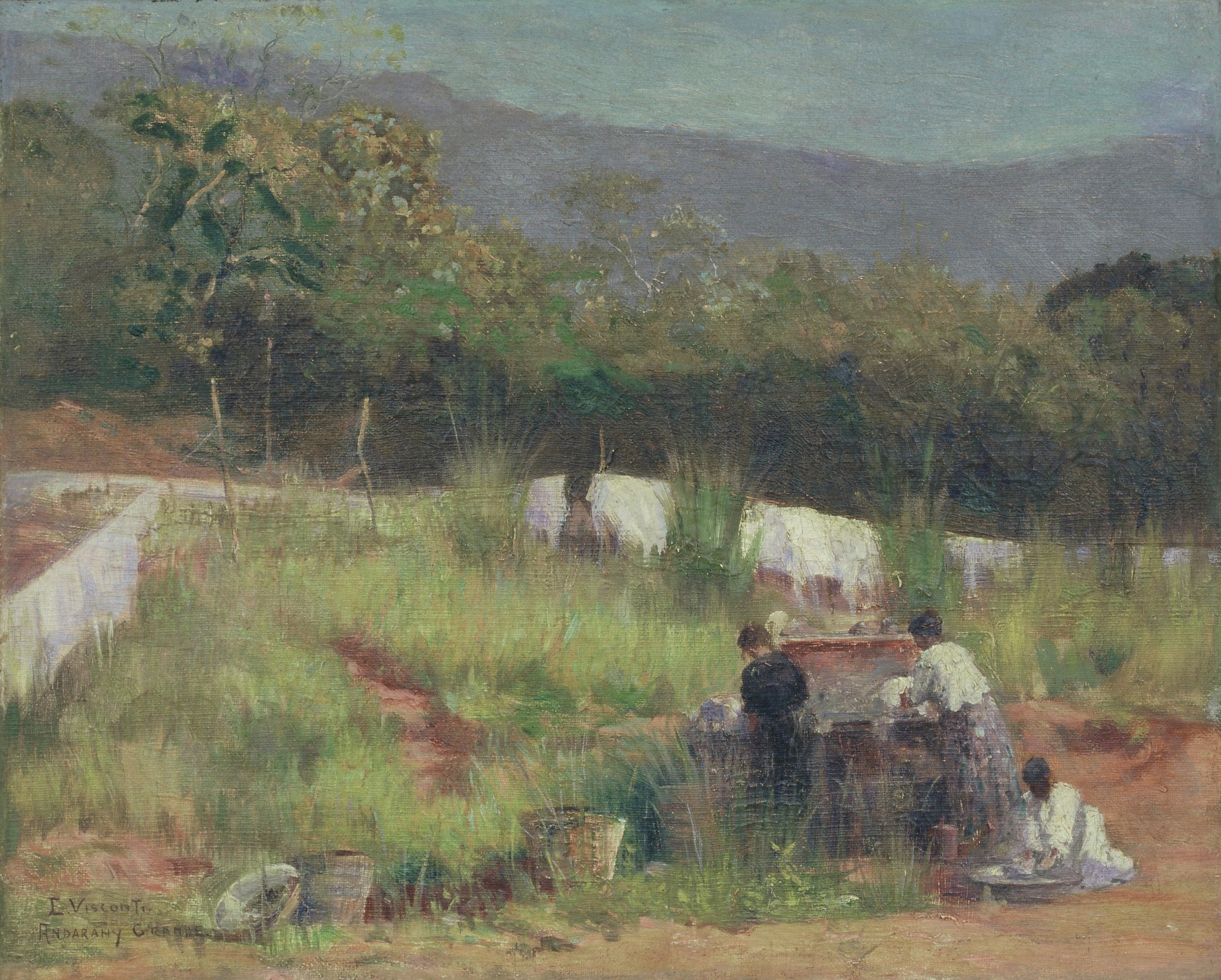
Andaraí Grande. Oli sobre tela pintat per Eliseu Visconti el 1891.

A partir de mitjans del segle xix, Andaraí va convertir-se en un barri industrial, amb la instal·lació de la primera fàbrica de teixits de Rio: la Fàbrica São Pedro de Alcântara de Texidos de Algodão. Al costat de la fàbrica, va ser fundat l'Hospital Militar do Andarahy Grande, on actualment hi ha el Batalló Zenóbio da Costa (1er Batalló de la Policia de l'Exèrcit), localitzat entre el Carrer Barão de Mesquita i l'Avinguda Maracanã.
En el segle xx, el barri va deixar de costat el vessant industrial i va passar a ser un barri residencial, amb la construcció d'incomptables condominis i edificis.
En aquell segle també, es va establir, en el barri, l'estadi d'Amèrica Football Club, en el Carrer Barão de São Francisco. A partir del sorgiment de l'Estat de Guanabara, els límits d'Andaraí van ser reduïts i definits.
El 2003, la telenovel·la Celebridade, produïda i exhibida per la Rede Globo, va ser, en part, ambientada en el barri.